# Pero propinqua
Pero propinqua är en fjärilsart som beskrevs av Paul Dognin 1913. Pero propinqua ingår i släktet Pero och familjen mätare. Inga underarter finns listade i Catalogue of Life.